# II. Pelágiusz pápa
II. Pelágiusz (latinul: Pelagius), (kb. 520 – 590. február 7.) volt a 63. pápa az egyház trónján 579. november 26-tól haláláig. A longobárdok ostromolta Rómában a császár megerősítése nélkül kezdte meg pontifikátusát. Legfontosabb célja volt valahogy kivédeni a longobárd támadásokat, és enyhíteni a pusztítás után a nép szenvedését. Majd békeidőben ismét napirendre kerülhettek a Három fejezet miatt kirobbanó skizmatikus kérdések Aquileia és Isztria vezetőivel. Uralkodása alatt azonban nemcsak Észak-Itáliával került szembe, hanem a keleti egyházakkal is.

## Élete
Rómában látta meg a napvilágot, valószínűleg gót családban, ugyanis apját Winigildnek hívták. Az egyház éppen Róma ostromának kellős közepén vesztette el fejét, ugyanis I. Benedek pápa a longobárdok egyik rohamában életét vesztette. A harcok hevében 579 augusztusában választották meg a keresztény egyház új vezetőjének, és azonnal követeket is küldtek Konstantinápolyba, hogy annak rendje s módja szerint a császár megerősítse hivatalában a pápát. Azonban a longobárd hadak teljesen körbezárták a várost, így végül a császár jóváhagyása nélkül, 579. november 26-án szentelték fel Róma püspökének. Az új egyházfőnek hamarosan sikerült felvenni a kapcsolatot az ostromló longobárdok vezetőivel. Pelágiusz szavai (bár valószínűbb, hogy a pápa vagyona és a császári pénzeszsákok ígérete) meggyőzték a barbár sereget, hogy visszavonuljanak Róma falai alól. Ekkor a pápa gyorsan felszerelt egy legátust, és útnak indította őket Konstantinápolyba, hogy hírt vigyenek az új egyházfőről, és annak megválasztásáról, valamint katonai segítséget kérjenek Mauricius császártól. 584 körül érkezett meg a császár válasza, amelyben a kimerült Bizánci Birodalom nem tudott megígérni semmilyen katonai támogatást. Csak egy exarchát küldtek Ravennába, aki elvileg hatalommal bírt az egész félsziget katonái felett. De sereg nem állt rendelkezésére a ravennai exarchátusnak sem. Így az új, erős keresztény világi hatalomban látta meg Pelágiusz az új szövetségest, a frankok királyában.
Még 581-ben felvette a kapcsolatot Aunacharius, auxerre-i püspökkel, aki jó kapcsolatban volt a frank királlyal, és arra kérte, hogy bírja rá királyát egy longobárdok elleni csatára. A bizánci császár is szövetséget kötött a frankokkal, és valószínűleg inkább ez vezérelte őket abban, hogy megtámadják a longobárdokat. Azonban a hit védelme nem volt elég motiváló, a császár pénze pedig hamar elfogyott, így a longobárdok némi pénzzel megállapodtak a frankokkal a békében. Itália utolsó reménye is elveszett.
Pelágiusz nem tudott mit tenni, 584-ben újabb követséget küldött Konstantinápolyba (amelyet a későbbi Gergely pápa vezetett), azzal a céllal, hogy éjjel-nappal kérleljék Maurikioszt katonai segítség nyújtásáért. A pápa több sürgős levelet is írt az udvarnak, de azok süket fülekre találtak. Decius, a Ravennai Exarchátus vezetője is azt üzente Pelágiusznak, hogy még saját védelmükre sincs elég ereje, nemhogy Rómát is megvédje. A ravennai kudarc után újabb pápai legátus indult Konstantinápolyba, hogy sereget könyörögjenek ki Róma számára. Katonai segítség ezúttal sem érkezett, viszont az exarchátusnak sikerült kikényszerítenie a longobárdok fegyverszünetét.

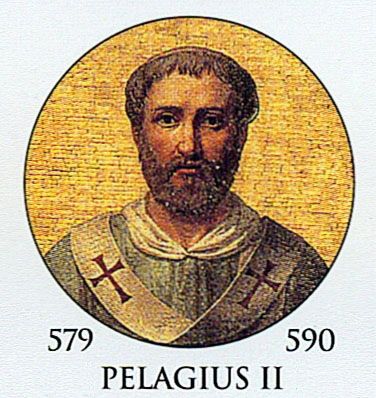
II. Pelágiusz

A béke beálltával Pelágiusz egyházi kötelessége, a jótékonykodás mellett hamarosan újabb összetűzésekbe keveredett. Az észak-itáliai egyháztartományok, főleg Aquileia és Isztria, látván Róma gyengeségét az első konstantinápolyi zsinatot nem akarta elismerni, így a skizmát fenntartották. A pápa felvette a kapcsolatot a rendbontó püspökökkel, akiknek vezetője, Elias, gradoi püspök volt. Pelágiusz több levelében bizonygatta, hogy az eredeti Szent Péter által kinyilatkoztatott útról térnek le egy olyan zsinat döntése miatt, amely nem sértette alapvetően a khalkédóni zsinat döntéseit. Ráadásul egy ilyen háborús, nehéz időszakban nem tanácsos megbontani az egyház egységét ilyen jelentéktelen vitákkal. A pápa szavai nem enyhítették a püspökök haragját, így a Ravennai Exarchátus vezetője, Smaragdus erővel kényszerítette Elias utódját, Severust, hogy lépjen unióra az ortodox ravennai püspökkel. A gradoi püspök ezt elfogadta, de 588-ban, amint visszatért egyházába, folytatta skizmatikus tevékenységét.
Pelágiusz egyik legjelentősebb egyházi rendelete a cölibátushoz kapcsolódott, ugyanis a pápa szigorú keretek közé szorította a papi nőtlenség szabályait. Ezek olyan szigorral íródtak meg, hogy később még a fanatikusan vallásos I. Gergely pápa is erős szabályoknak vélte Pelágiusz rendelkezéseit, ezért módosította azokat.
A római pápa gyengeségét kihasználva a konstantinápolyi pátriárka, IV. János a császár támogatásával felvette az egyetemes pátriárka címet, amellyel egyenrangúvá vált a római pápával. A sok kudarc között azonban akadt egy nagy jelentőségű siker is. 589-ben sikerült rávenni Hispaniában a nyugati gót királyt, hogy népével együtt elhagyja az ariánus vallást, és visszatérjen a katolikus hithez. 
A háborúk alatt többször rendbe kellett hoznia a Szent Péter-bazilikát, ezen kívül felújíttatta a Szent Lőrinc templomot is, amelynek Pelagius-kori mozaikjai ma is láthatók. Elődjei nyomdokain ő is osztott élelmet és ruhát a rászorulóknak, és saját házát kórháznak rendeztette be. Aztán 589 végén megáradt a Tiberis, és a levonuló árhullám után pestisjárvány tört ki a városban. Ennek áldozataként halt meg Pelágiusz is 590. február 7-én. Holttestét a Szent Péter-bazilikában temették el.

## Művei
- Documenta Catholica Omnia (latin nyelven). (Hozzáférés: 2011. december 6.)